# Aeroportul Steamboat Springs
Aeroportul Steamboat Springs (IATA: SBS, ICAO: KSBS, FAA LID: SBS) este un aeroport din Colorado, Statele Unite ale Americii ce deservește zona Steamboat Springs⁠(d). A fost numit după zona deservită.
Situat la o altitudine de 2.098 m, aeroportul dispune de 1 pistă.

## Infrastructură

### Piste
Aeroportul dispune de o singură pistă. Pista 14/32 are suprafața de asfalt și dimensiunile 4.452 picioare × 100 picioare. 